# Epilobium lanceolatum
Epilobium lanceolatum é uma espécie de planta com flor pertencente à família Onagraceae. 
A autoridade científica da espécie é Sebast. & Mauri, tendo sido publicada em Florae Romanae Prodromus exhibens centurias xii Plantarum 138. 1818.
O seu nome comum é epilóbio-serrilhado.

## Portugal
Trata-se de uma espécie presente no território português, nomeadamente em Portugal Continental.
Em termos de naturalidade é nativa da região atrás indicada.

## Protecção
Não se encontra protegida por legislação portuguesa ou da Comunidade Europeia.